# Krásná Lípa
Krásná Lípa (deutsch Schönlinde) ist eine Kleinstadt in Tschechien. Sie liegt in Nordböhmen zwischen Böhmischer Schweiz und Lausitzer Gebirge.

## Geographie

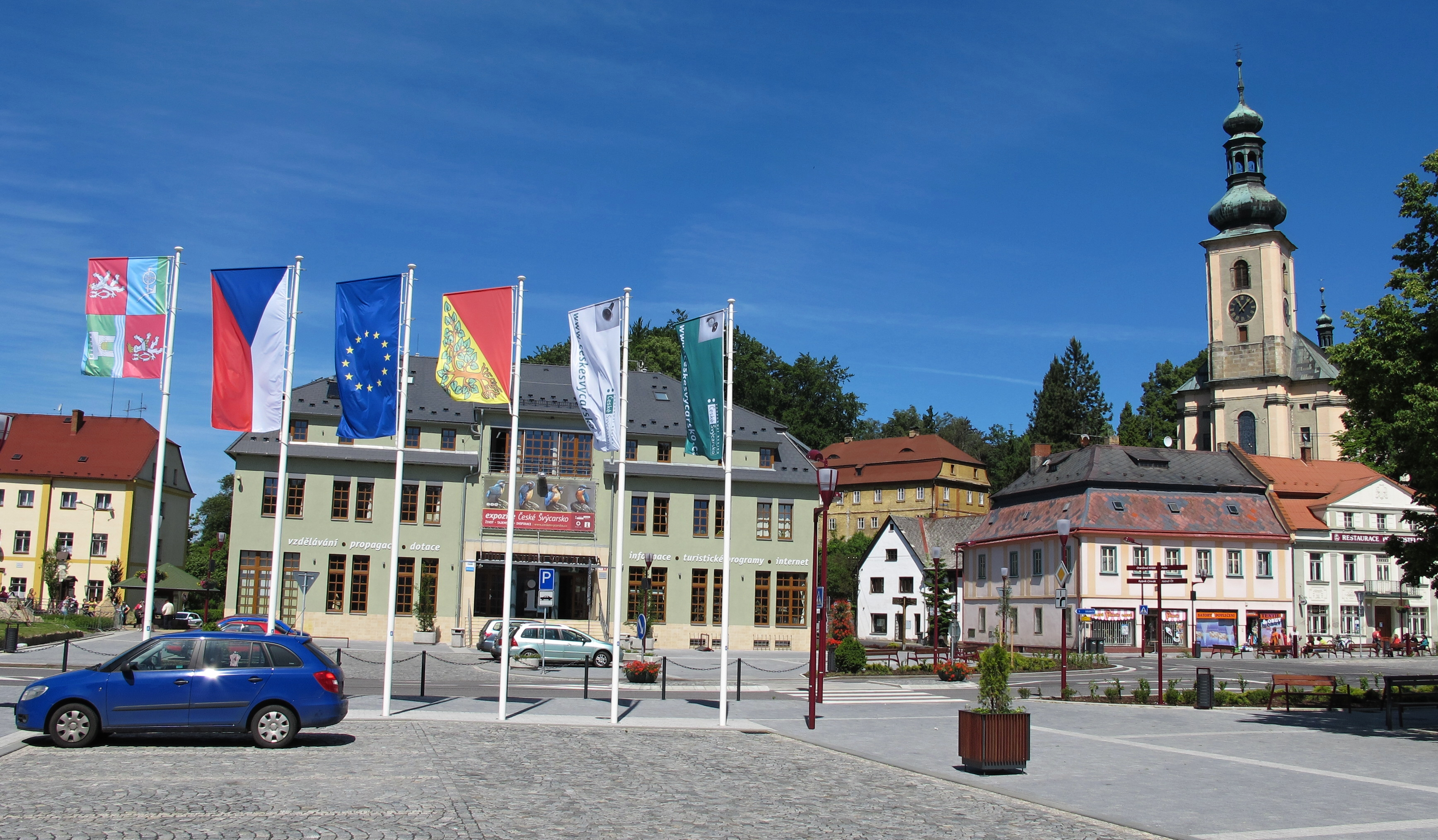
Marktplatz mit Pfarrkirche St. Magdalena

### Geographische Lage
Die Stadt liegt im nördlichen Böhmen am Oberlauf der Kirnitzsch zwischen Elbsandsteingebirge und dem Lausitzer Gebirge in einer Höhenlage von 450 m westlich von Varnsdorf und sechs Kilometer südwestlich von Rumburk an einer alten Handelsstraße von der Oberlausitz nach Tetschen an der Elbe. Nördlich schließt sich das Böhmische Niederland an. Krásná Lípa hat einen Bahnhof an der Bahnstrecke Bakov nad Jizerou–Ebersbach.

### Stadtgliederung
Die Stadt Krásná Lípa besteht aus den Ortsteilen Dlouhý Důl (Langengrund), Hely (Nassendorf), Kamenná Horka (Steinhübel), Krásná Lípa (Schönlinde), Krásný Buk (Schönbüchel), Kyjov (Khaa), Sněžná (Schnauhübel), Vlčí Hora (Wolfsberg) und Zahrady (Gärten). Grundsiedlungseinheiten sind Dlouhý Důl, Kamenná Horka, Krásná Lípa, Krásný Buk, Kyjov, Sněžná, Vlčí Hora und Zahrady.
Das Gemeindegebiet gliedert sich in die Katastralbezirke Krásná Lípa, Krásný Buk, Kyjov u Krásné Lípy, Vlčí Hora und Zahrady.

### Nachbarorte
|                   | Staré Křečany (Alt Ehrenberg)               | Rumburk (Rumburg)     |
| Doubice (Daubitz) | Kompassrose, die auf Nachbargemeinden zeigt | Varnsdorf (Warnsdorf) |
|                   | Chřibská (Kreibitz), Rybniště (Teichstatt)  |                       |

## Geschichte

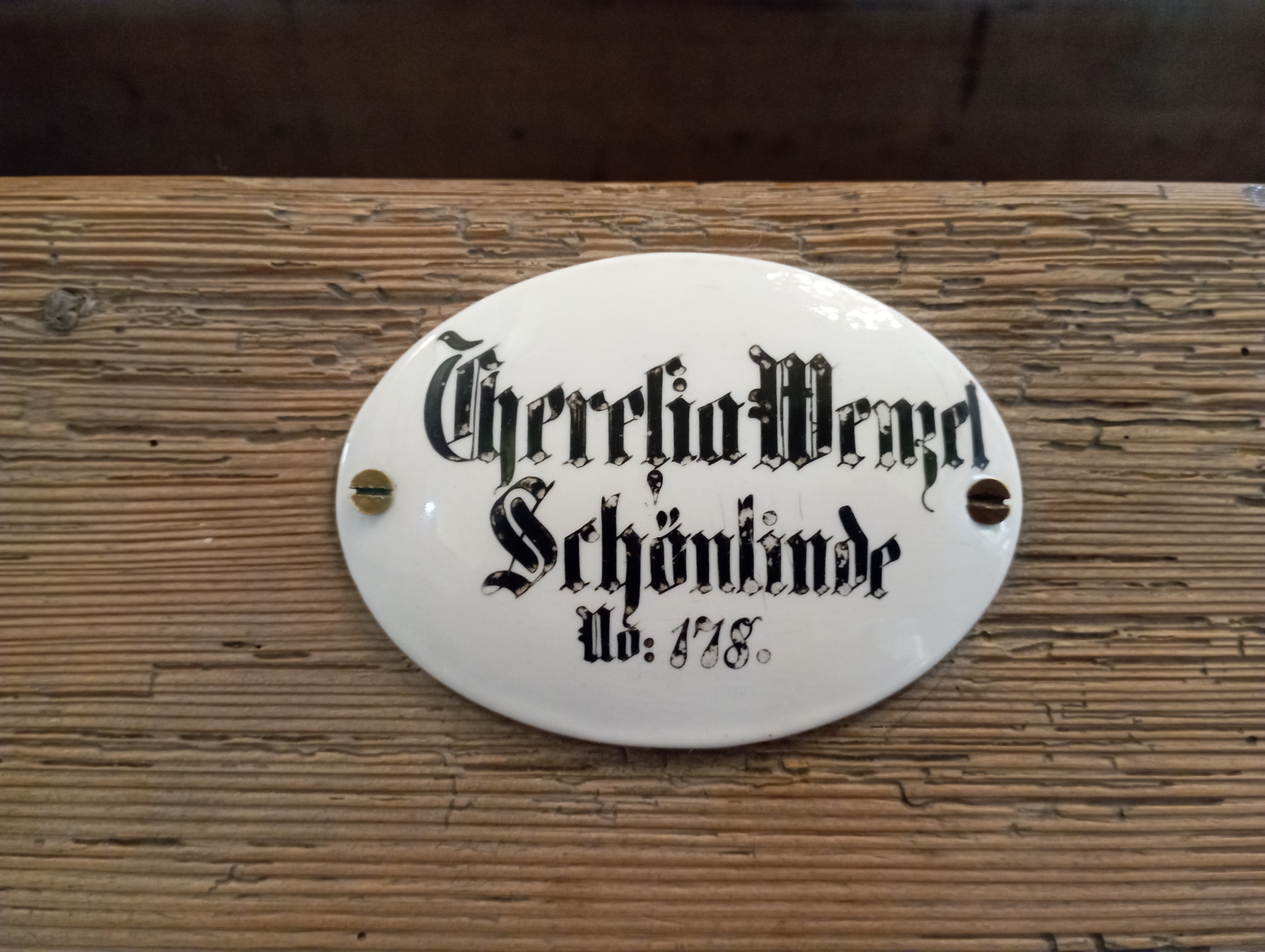
Der deutsche Name von Krásná Lípa war Schönlinde (Tafel von der Kirchenbank)

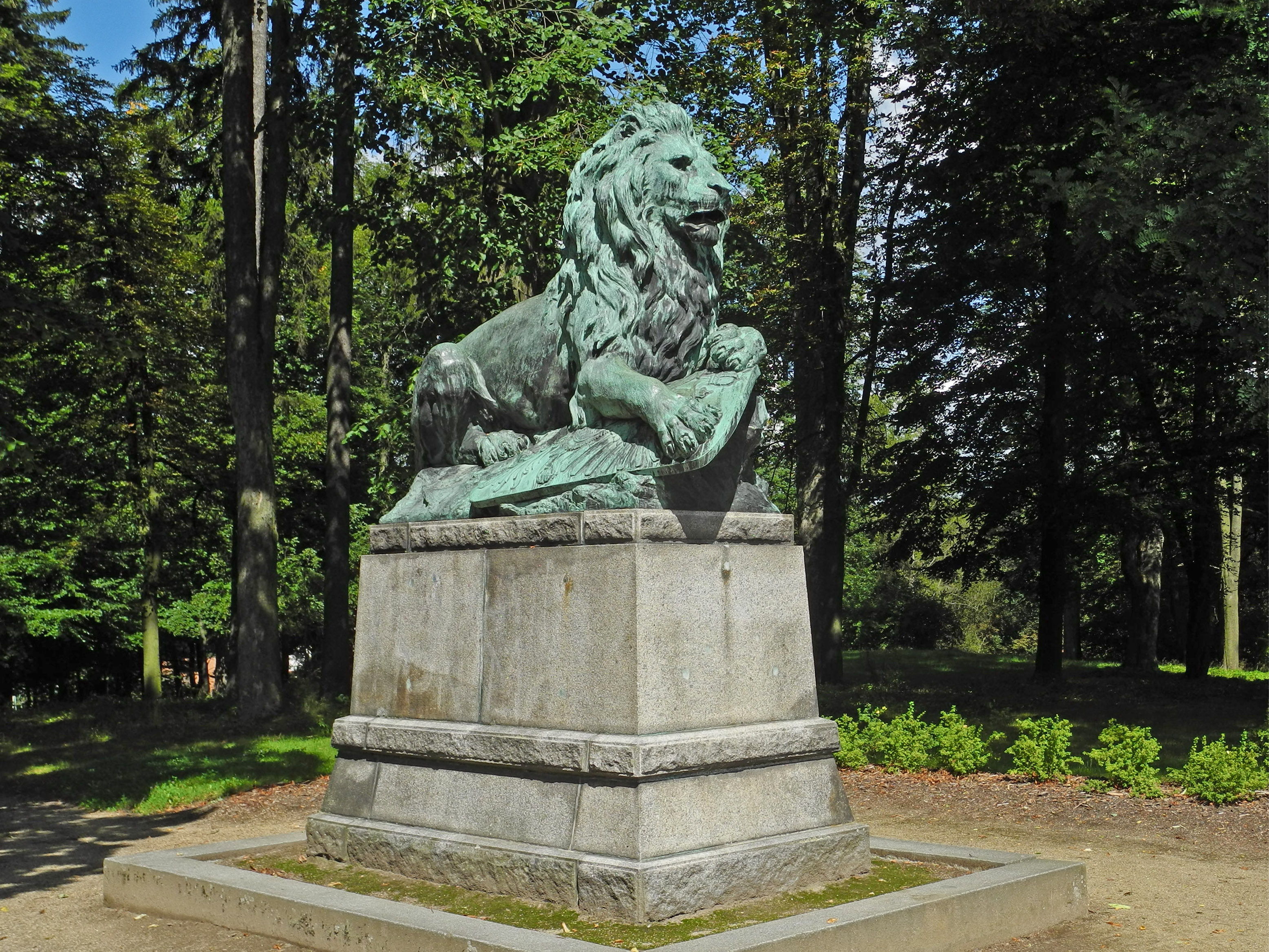
Löwenskulptur vom Dresdner Bildhauer Clemens Grundig (1908)

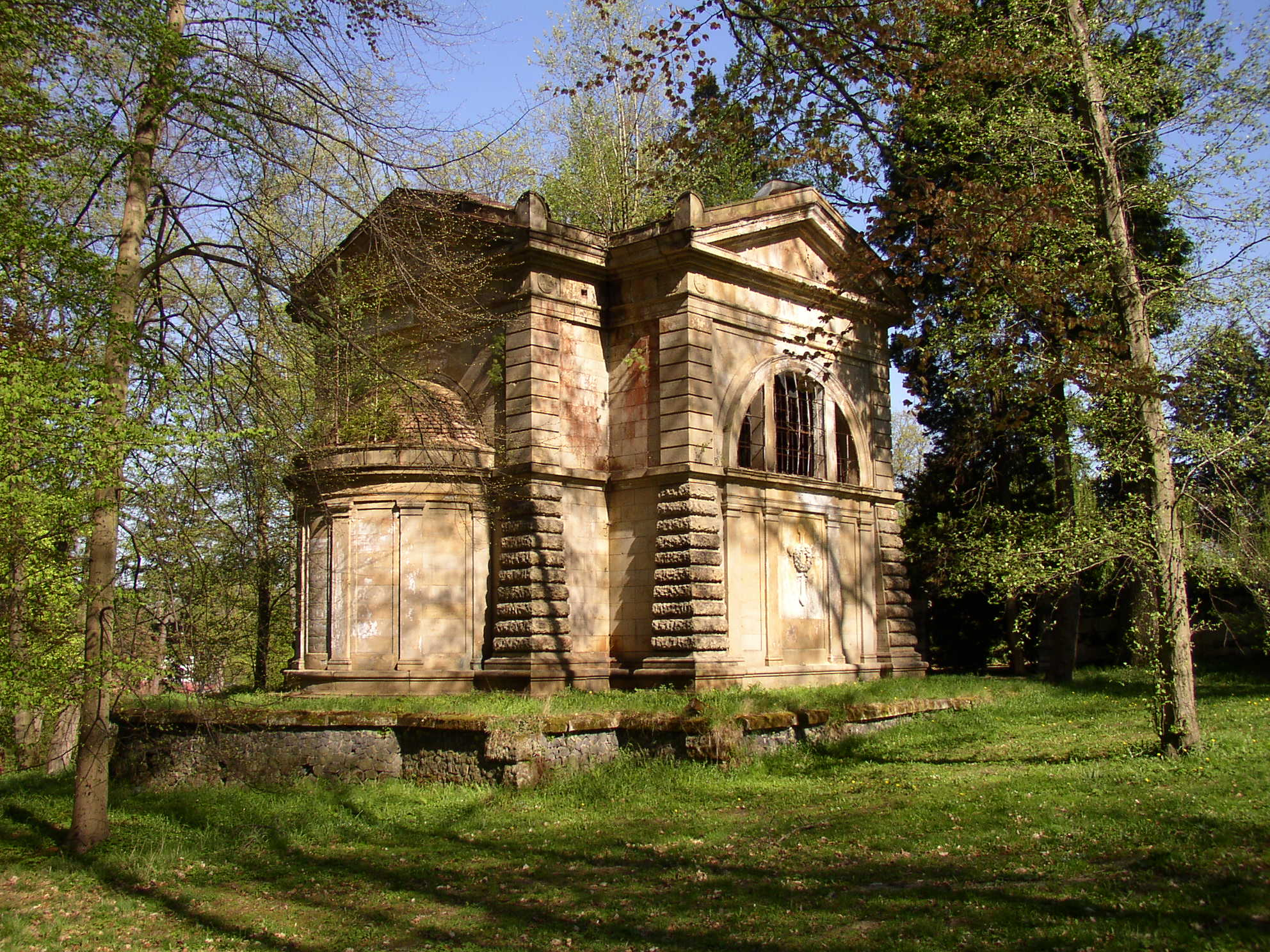
Julius Carl Raschdorff: Mausoleum der Familie Dittrich

Schönlinde entstand unweit der Burg Krásný Buk (Schönbüchel), die 1339 zerstört wurde. In einen Stein unter dem Altar der alten Kirche hatte sich ein Stein mit der eingemeißelten Jahreszahl 1144 befunden, was darauf schließen lässt, das sich bereits im 12. Jahrhundert hier eine Kirche befunden hatte. 1361 wird Schönlinde erstmals urkundlich erwähnt. Der Ort war damals eines der wenigen Pfarrdörfer im Bereich der Herrschaft Tollenstein, zu der Schönlinde bis 1573 gehörte. Durch Kauf gelangte der Ort an die Herrschaft Kamnitz.
Seit dem 17. Jahrhundert entwickelte sich im Ort die Leinenweberei. 1731 entstand eine
Garnmanufaktur, und noch im gleichen Jahr erhielt Schönlinde von Kaiser Karl VI. das Marktrecht verliehen. 1754 wurde die schöne Pfarrkirche St. Magdalena erbaut, die mit Skulptur-Arbeiten des Dresdner Hofbildhauers Pettrich geschmückt ist. Im ausgehenden 19. Jahrhundert entwickelte sich der Ort zu einem bedeutenden Zentrum der Textilindustrie in Nordböhmen, dem 1870 die Stadtrechte verliehen wurden.
Im Jahr 1869 nahm die k.k. priv. Böhmischen Nordbahn (BNB) die Eisenbahnstrecke von Prag nach Ebersbach in Sachsen in Betrieb, an der Schönlinde einen Bahnhof erhielt.
Ab 1885 war Schönlinde Sitz des Gebirgsvereins für das nördlichste Böhmen unter Leitung von Dr. Johann Hille.
Nach dem Ersten Weltkrieg wurde die Region der neu geschaffenen Tschechoslowakei zugeschlagen.
Nach dem Münchner Abkommen gehörte Schönlinde von 1938 bis 1945 zum Landkreis Rumburg, Regierungsbezirk Aussig, im Reichsgau Sudetenland des Deutschen Reichs.
Nach dem Zweiten Weltkrieg wurde die deutschsprachige Bevölkerung mehrheitlich vertrieben. Zurück blieben Antifaschisten und insbesondere Facharbeiter, die für den Weiterführung der Industriebetriebe gebraucht wurden.
Danach kam es zum Zuzug von Tschechen aus dem Landesinneren, Slowaken, sogenannten Repatrianten und Roma.
Heute lebt in Krásná Lípa eine große Bevölkerungsgruppe der Roma, deren Anteil im Vergleich zur übrigen Bevölkerung wächst.

### Einwohnerentwicklung
Bis 1945 war Schönlinde überwiegend von Deutschböhmen besiedelt, die mehrheitlich vertrieben wurden.
| Jahr | Einwohner | Anmerkungen                |
| ---- | --------- | -------------------------- |
| 1818 | 3146      | in 430 Häusern             |
| 1830 | 3668      | in 461 Häusern             |
| 1857 | 5472      | am 31. Oktober             |
| 1900 | 6879      | deutsche Einwohner         |
| 1921 | 5938      | davon 5758 (97 %) Deutsche |
| 1930 | 6660      | davon 182 (3 %) Tschechen  |
| 1939 | 6076      | [ 13 ]                     |

| Jahr      | 1970  | 1980  | 1991  | 2001  | 2003  |
| --------- | ----- | ----- | ----- | ----- | ----- |
| Einwohner | 3 938 | 3 819 | 3 381 | 3 639 | 3 666 |

## Kultur und Sehenswürdigkeiten
Siehe auch: Liste der denkmalgeschützten Objekte in Krásná Lípa
- Barockkirche der Heiligen Maria Magdalena von 1754/1758 mit Turm von 1777
- Regionalmuseum der Böhmischen Schweiz und der Umgebung von Krásná Lípa am Ring
- Stadtfriedhof: Neorenaissance-Mausoleum des Textilfabrikanten Carl August Dittrich (Gründer der ehem. Textilfabrik Hielle & Dittrich), nach einem Entwurf von Architekt Julius Carl Raschdorff von 1888–1889
- Löwen-Skulptur im Stadtpark vor dem Friedhof des Dresdner Bildhauers Clemens Grundig von 1908

## Wirtschaft

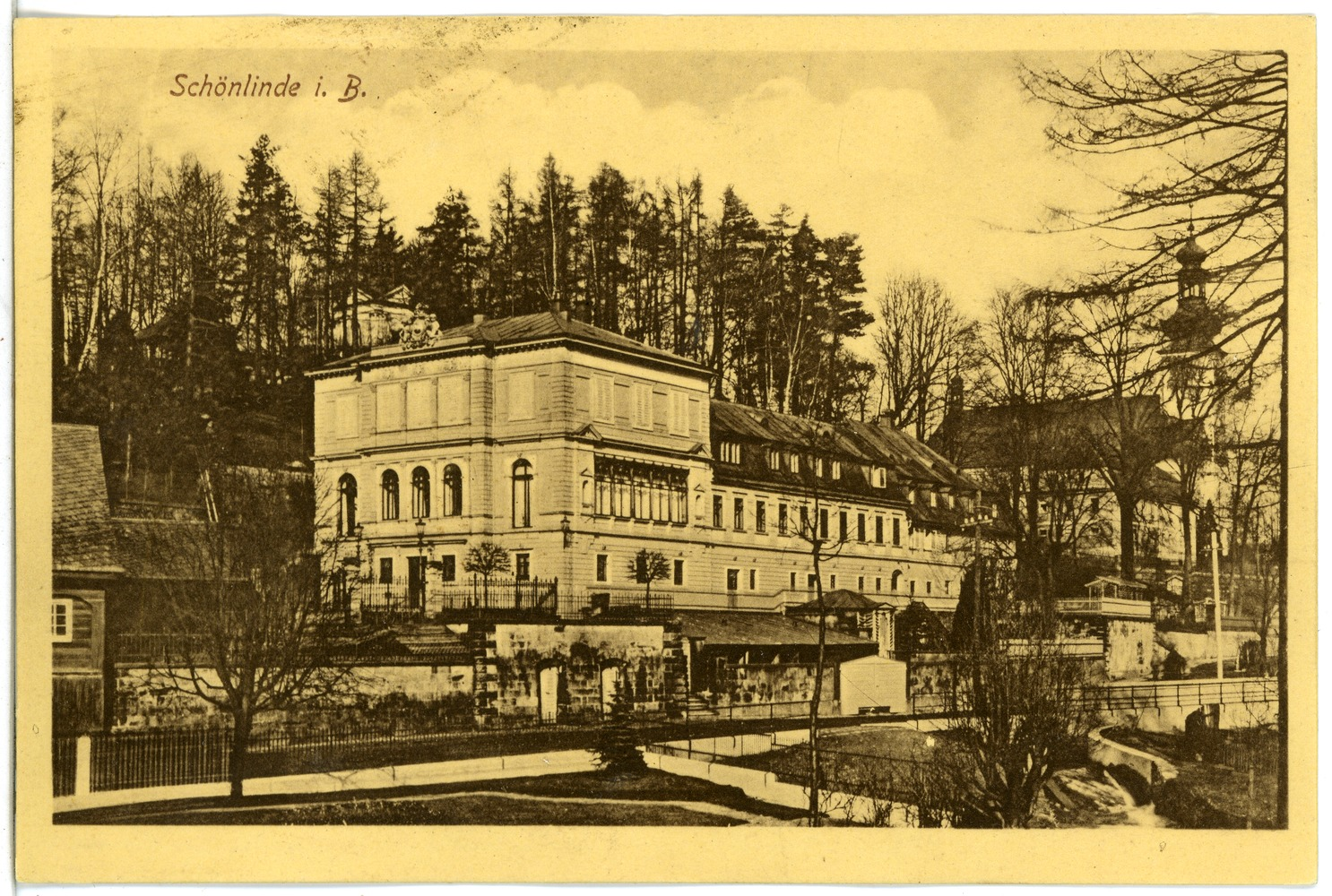
Ehem. Sitz der Firma Hielle & Dittrich in Krásná Lípa

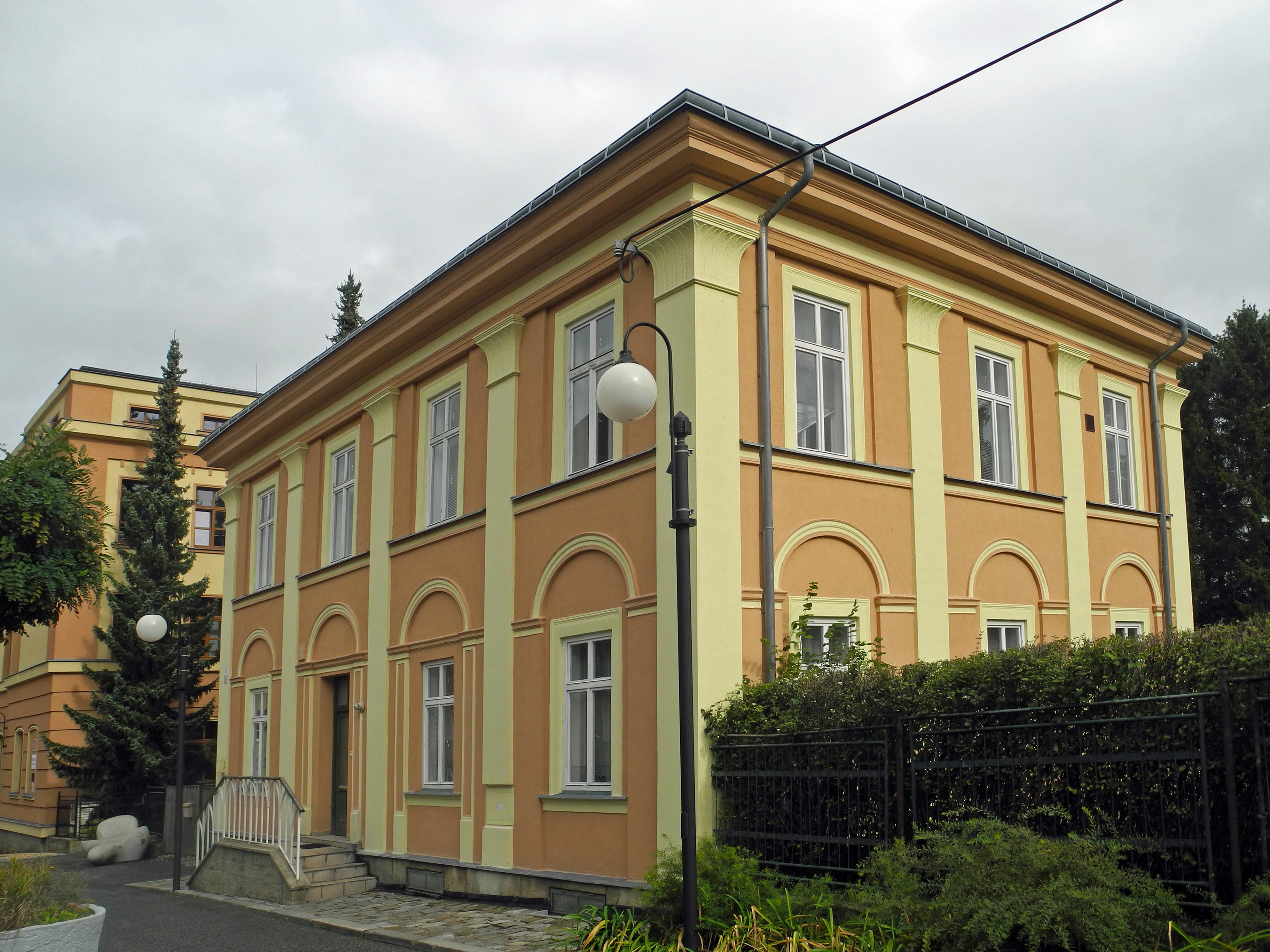
Ehem. Sitz der Firma Hielle & Wünsche in Krásná Lípa

### Ehemalige Textilindustrie
In Schönlinde entstanden seit der Mitte des 19. Jahrhunderts und nach dem Eisenbahnanschluss von 1868 eine Reihe von Textilfabriken, die heute nicht mehr existieren:
- Hielle & Dittrich
Das Unternehmen Hielle & Dittrich wurde 1849 von Carl Dittrich (1819–1886) und Karl Theodor Hielle (1822–1871) als Garnhandelsfirma in Schönlinde mit einer Niederlassung in Mährisch Schönberg gegründet. Von 1857 bis um 1920 gehörten auch die Zyrardower Manufacturen Hielle & Dittrich in Żyrardów dazu. Alle Besitzungen von Hielle & Dittrich in Böhmen, Mähren, Österreich, Italien und Deutschland wurden bis 1945 von Schönlinde aus verwaltet. Die Werke in der Tschechoslowakei wurden 1945 enteignet und als Volkseigener Betrieb ELITE Varnsdorf weitergeführt.
- Hielle & Wünsche
Das Unternehmen Hielle & Wünsche wurde 1851 von Eduard Hielle (1824–1884) und Josef Wünsche in Schönbüchel gegründet. Am Fiebigteich (Cimrák) in Schönlinde errichteten sie 1873 eine mechanische Weberei, 1896 erweiterten sie ihr Unternehmen um die Spinnerei Anton Friedrich an der Prager Straße in Schönlinde und um eine Niederlassung in Rumburg. Später wurde das Unternehmen vom Ingenieur Paul Hielle (1878–1942) geführt. Nach 1945 erfolgte die Verstaatlichung und die Betriebe wurden Teil des Volkseigenen Betriebs ELITE Varnsdorf.

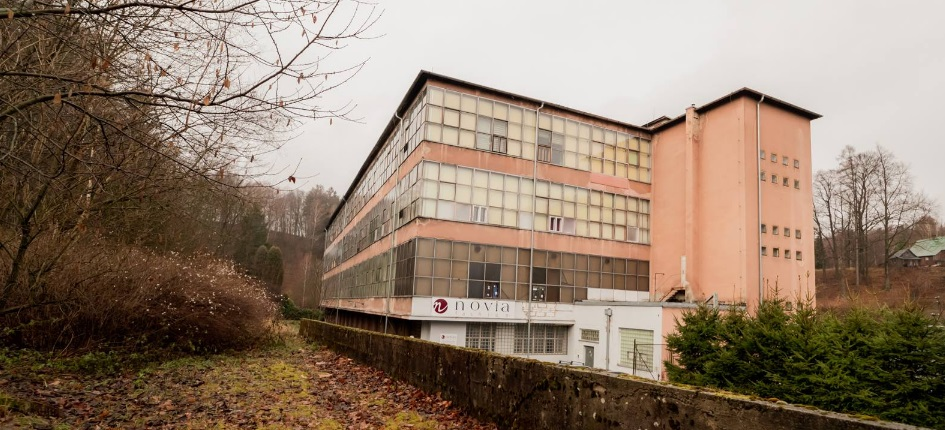
Ehem. Textilfabrik Schindler in Krásná Lípa

- Stefan Schindler, später Joseph Franz Palme
Die Strumpffabrik wurde 1854 von Stefan Schindler (1831–1887) gegründet, nach seinem Tod wurde sie vom Sohn Adolf Schindler (1857–1893) und vom Schwiegersohn Joseph Franz Palme weitergeführt. Moderne Fabrikationsgebäude im Stil des Neuen Bauens entstanden an der Kyjovska- und der Stradal-Straße, die jetzt von dem Unternehmen Novia Fashion s.r.o. genutzt werden. Die Fabrikantenvilla, genannt Palme-Villa, wurde vom Dresdner Architekten Hans Richter erbaut.[18] Das Unternehmen firmierte später als Strumpffabrik Joseph Franz Palme mit Sitz in Schönlinde und Fabriken in Turn (Trnovany). Nach der Verstaatlichung gehörten sie zunächst zum Volkseigenen Betrieb ELITE Varnsdorf, 1949 wurden sie Teil des neu gegründeten Volkseigenen Betriebs EVA.
- Gustav Jäger
Gustav Adolf Jäger (1851–1927) gründete 1877 sein Unternehmen zur Erzeugung von Strumpfwaren auf Handstrickmaschinen. Dieses besaß seit 1892 auch eine Niederlassung im sächsischen Ebersbach. 1893 erfolgte ein Fabrikneubau in Schönbüchel mit Dampfkraftanlage und modernen Cottonmaschinen. Jäger gründete 1906 den Verein der Strick- und Wirkwaren-Industriellen von Schönlinde und Umgebung und war dessen Präsident. Im Jahr 1908 beschäftigte sein Unternehmen 300 Strickerinnen und 400 Heimarbeiter, verarbeitete jährlich 140 Tonnen Baumwolle, Wolle, Seide sowie Krepp (Flor) und gehörte zu den bedeutendsten der Branche in Österreich-Ungarn. Im Jahr 1918 bestanden Niederlassungen in Budapest, Bukarest, Lemberg, Paris, Prag, Triest, Warschau und Wien. Sein Sohn Gustav Adolf Jäger jr. (1878–1954) übernahm 1927 nach dem Tod des Vaters das Unternehmen und wurde dessen Direktor, es bestand bis 1945 in der Rechtsform einer OHG. Nach dem Zweiten Weltkrieg wurde die Familie ausgewiesen und die Betriebe verstaatlicht. Die Produktion wurde jedoch 1947 eingestellt und die Maschinen abgebaut. Das Gebäude diente dann als Silo für die landwirtschaftliche Produkte und wurde 2001 abgerissen. Die nahe gelegene Fabrikantenvilla, die von Gustav Jäger erbaut wurde, ist bis heute erhalten.
- J. H. Vatter
Joseph Heinrich Vatter gründete 1882 eine Baumwollstrickerei für Strumpfwaren auf dem heutigen Grundstück Nerudova-Straße 680/3. Nach seinem Tod ging das Unternehmen 1940 an Adolfine Zimmer geb. Vatter und mehrere weitere Erben über, darunter auch Alfred Vatter und Heinrich Alexander Vatter. Im Juli 1945 erfolgte die Enteignung durch die nationale Verwaltung. Obwohl das Unternehmen eine moderne technische Ausrüstung besaß und durchschnittlich ca. 25.000 Paar Strümpfe im Monat herstellte, wurde es liquidiert. Die Fabrikhallen dienten dann als Lager für das Außenhandelsunternehmen Motokov. Fred Vatter, ein Enkel des Gründers, gründete 1946 in Schongau die Vatter GmbH, daraus entstand 1950 (zusammen mit Otto Palme) das neue Unternehmen Bellinda (latinisierter Name von Schönlinde), das seit 1998 auch wieder in Tschechien, seit 2005 als Bellinda Česká republika s.r.o. in Dolní Ředice bei Pardubice tätig ist.[19]
- Edwin Jäger
Das Unternehmen Edwin Jäger mit Sitz in Schönlinde auf dem heutigen Grundstück Varnsdorfer Straße 76 wurde 1923 gegründet und konzentrierte sich auf die Herstellung von Seidenstrumpfhosen, Sportstrümpfen und Socken. Die Verstaatlichung erfolgte im August 1945. Das Vermögen und die Fabrikanlagen der Gesellschaft wurden 1948 in den Volkseigenen Betrieb ELITE Varnsdorf eingegliedert.
- Schönlinder Strumpfwarenfabrik AG
Die Schönlinder Strumpfwarenfabrik AG wurde 1929 gegründet und gehörte zum Familienunternehmen von Theodor Reiser, Inhaber des Unternehmens Albert Reiser in Klokočov bei Příbor. Im Dezember 1945 wurde das Unternehmen verstaatlicht. Der Inhaber Theodor Reiser war Schweizer Staatsbürger und reichte gegen die Verstaatlichung eine Beschwerde ein. Das Vermögen der Gesellschaft wurde 1946 auf die volkseigene Feinstrumpffabrik in Varnsdorf übertragen.
- ROHI (Weberei Rolf Hielle)
Die Handweberei ROHI wurde 1933 gegründet und produzierte in Schönlinde auf dem Grundstück Gerberstraße 15 (heute Stradalova 626/15). Im Jahr 1935 erfolgte die Übernahme der ehemaligen Spinnerei Anton Friedrich an der Prager Straße. Nach dem Zweiten Weltkrieg stand sie zunächst unter nationaler Verwaltung und ging dann in Liquidation.
- Hielle & Koch
Dieses Unternehmen wurde 1933 von Fritz Hielle, einem Sohn von Paul Hielle (Inhaber von Hielle & Wünsche), und Dr.-Ing. Lothar Koch als Tochtergesellschaft von Hielle & Wünsche gegründet. Nach dem Zweiten Weltkrieg erfolgte die Verstaatlichung und Übernahme durch die volkseigene Feinstrumpffabrik in Varnsdorf.

### Gegenwärtige Unternehmen
- Eurometal Group s.r.o.
- Novia Fashion s.r.o.
- Johnson Drehtechnik s.r.o.
- Northco Systems

## Verkehr

### Eisenbahnverkehr
Durch den Ort führt die Bahnstrecke Bakov nad Jizerou–Ebersbach, an der sich die Bahnstationen Bahnhof Krásná Lípa und die Haltestelle Krásná Lípa město befinden. Die Stationen werden insbesondere von den Personenzügen der Linie U6 Děčín–Rumburk bedient. Im Bahnhof Krásná Lípa halten zudem die Personenzüge der Linie L4 von Mladá Boleslav město nach Rumburk und die Schnellzüge von Kolín nach Sluknov.

### Straßenverkehr
Der Ort ist über die folgenden Straßen zu erreichen:
- Landstraße II/263 von Rumburk nach Česká Kamenice
- Landstraße II/265 von Varnsdorf nach Velký Šenov

## Partnerstädte
- Gemeinde Kottmar (früher Eibau), Deutschland
- Hinterhermsdorf, Deutschland
- Żyrardów (seit 2016), Polen

## Söhne und Töchter der Stadt
- Thaddeus Palme (1765–1836), Kantor und Musiker
- Anthony Philip Heinrich (1781–1861), böhmisch-amerikanischer Komponist, geboren in Schönbüchel
- Johann Münzberg (1799–1878), Textilfabrikant
- Anton Friedrich (1820–1891), Unternehmer und Politiker, Abgeordneter im Böhmischen Landtag und im Reichsrat
- Franz Bendel (1833–1874), Komponist und Pianist
- Karl Hielle (1848–1891), Unternehmer, Inhaber der Textilfirma Hielle & Dittrich in Schönlinde
- Johann Hille (1852–1925), Vorsitzender des  Gebirgsvereins für das nördlichste Böhmen
- August Frind (1852–1924), akademischer Maler
- Wendelin Heene (1855–1913), Schweizer Architekt und Bauunternehmer
- Carl August Dittrich jr. (1853–1918), Textilunternehmer und Mäzen
- Anna Waldhauser (1860–1946), Heimatdichterin und Schriftstellerin
- Josef Schlegel (1869–1955), österreichischer Politiker, Landeshauptmann von Oberösterreich, Präsident des Rechnungshofes
- August Hecker (1871–1936), österreichisch-tschechoslowakischer Gewerkschafter und Politiker
- Rudolf Kögler (1899–1949), Textilgestalter und Hobby-Geologe
- Fred Vatter (1915–2004), Textilunternehmer
- Karlheinz Blaschke (1927–2020), sächsischer Archivar und Historiker
- Manfred Preußger (* 1932), Stabhochspringer
- Dieter Hanitzsch (* 1933), Karikaturist
- Ernst Goldberg (* 1935), deutscher Fotograf
- Gerhard Mitter (1935–1969), Rennfahrer, Formel 1, Sportwagen, dreifacher Europa-Bergmeister